# Centro de Tecnologia/Pesquisa Nuclear de Isfahan
O Centro de Tecnologia/Pesquisa Nuclear em Esfahan (مرکز بین‌المللی علوم و فنون هسته‌ای) é o maior centro científico atômico do Irã, localizado a sudeste da cidade de Isfahan, no centro do condado de Isfahan. e com 10 MW de capacidade. Sua representação é a Pishgam Energy Industries Corporation.
É parcialmente supervisionado pela Agência Internacional de Energia Atômica da ONU, no âmbito do programa Plano de Ação Conjunto Global.
O Distrito Nuclear de Isfahan inclui (fornecido principalmente pela China):
- MNSR – Reator miniatura de fonte de nêutrons de 27 kW
- Reator subcrítico de água leve (LWSCR)
- Reator de água pesada de potência zero (HWZPR)
- Reator subcrítico de grafite (GSCR)

Foi renomeada de Instalação de Conversão de Urânio (پيش غني سازي اورانيوم كارخانه يو سي اف ايران.).

## História
Foi fundada na década de 1970 com a ajuda da França.